# Zahájí (Litomyšl)
Zahájí je část města Litomyšl v okrese Svitavy. Nachází se na severu Litomyšle. V roce 2009 zde bylo evidováno 383 adres. V roce 2001 zde trvale žilo 1483 obyvatel.
Zahájí leží v katastrálním území Litomyšl o výměře 9,5 km2.